# The Big Bang (닥터 후)
"The Big Bang" (KBS 더빙판: 빅뱅)은 영국의 SF 드라마 닥터 후 시즌 5의 열세 번째이자 마지막 에피소드로, 2010년 6월 26일 BBC One에서 처음 방송되었다. 2부작으로 구성된 이번 시즌 피날레의 제2부에 해당되는 에피소드로, 제1부 "The Pandorica Opens"는 6월 19일에 방송되었다. 에피소드의 각본은 대표 작가이자 총괄 프로듀서인 스티븐 모펏이 맡고, 감독은 토비 하인스가 맡았다.
전편에 이어 외계인 시간여행자 닥터 (맷 스미스 분)가 탈출이 불가능한 감옥 '판도리카'에 갇히고, 시간여행 고고학자 리버 송 (앨릭스 킹스턴 분)가 있던 타임머신 '타디스'가 폭발해 버린다. 닥터의 동행자인 에이미 폰드 (캐런 길런 분)은 약혼자 로리 윌리엄스 (아서 다빌 분)의 모습을 한 오톤에게 총을 맞아 버린다. 타디스의 폭발로 우주가 붕괴되는 와중에, 닥터는 일련의 시간 여행에 나서 이상의 문제들을 해결하고, 결론적으로 우주를 재부팅하기에 이른다.
이번 에피소드는 시즌5를 아우르는, 에이미의 시간에 얽힌 이야기와 시공간의 균열에 관한 떡밥이 해소되지만, 몇가지 설정에 관해서는 설명하지 않고 남겨두기로 하였다. 에피소드의 촬영은 2010년 2월 웨일스 브란귄 홀에서 이뤄졌으며 작중 박물관 씬의 대부분이 이곳에서 촬영되었다. "The Big Bang"은 영국 첫방송 당시 669만 6000명의 시청자를 끌어모았으며, 시청 지수는 89점으로 시즌5 사상 최고 기록을 경신하였다. 에피소드에 대한 평론가들의 반응은, 줄거리가 복잡한 성격을 지닌 점과 의미 없어 보이는 일부 전개를 지적하는 평론가도 있었으나, 대부분 긍정적인 평가를 내렸다. "The Big Bang"은 "The Pandorica Opens"와 함께 2011년 휴고상 드라마 단편부문상을 수상하였다.

## 줄거리
타디스의 폭발로 종전의 우주는 더 이상 존재하지 않게 되었다. 다만 모든 것이 붕괴되기까지는 시간이 남아 있었기에, 지구와 달, 그리고 태양 같이 생긴 무언가는 아직 남아 있었다. 로마령 브리타니아의 군단병 차림을 한 로리 윌리엄스는 오톤의 본체를 지녔음에도 에이미 폰드를 쏘았다는 죄책감에 오열한다. 그 때, 11대 닥터가 로리에게 나타나 소닉 스크류드라이버를 건네준다. 로리는 소닉 드라이버를 써서 방금 막 판도리카에 갇힌 닥터를 구출해 낸다. 그런 다음 닥터는 에이미의 시신을 판도리카에 넣고, 아직 살아있는 DNA의 각인을 부여하여 에이미를 되살려 낸다. 닥터는 리버 송의 시간 소용돌이 조작기를 써서 지금으로부터 약 2000년 뒤의 현장으로 시간여행한다. 늙지 않는 오톤의 몸을 지닌 로리는 에이미와 함께 머물면서 그녀의 곁을 지키기로 결심한다.

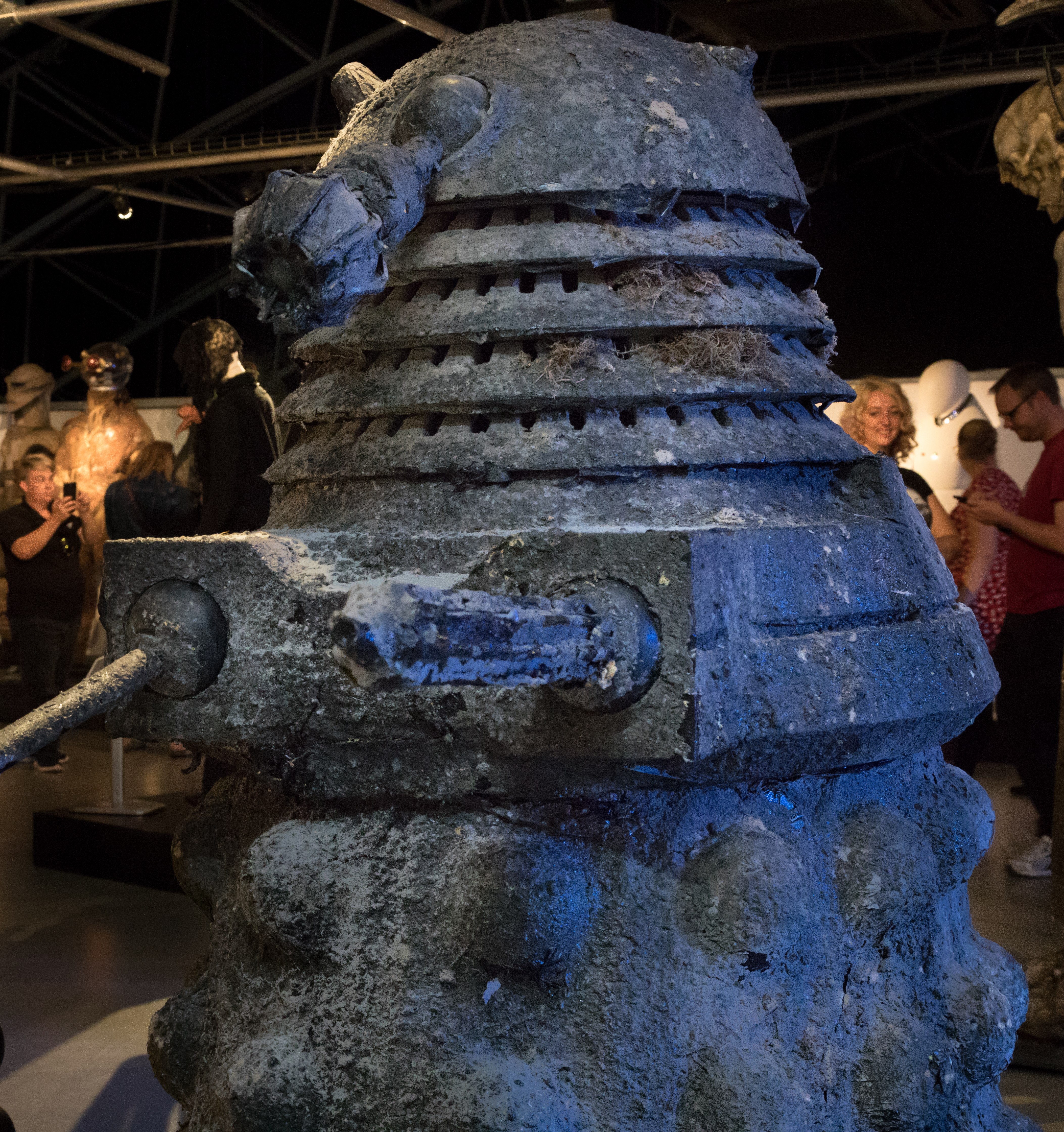
닥터 후 전시회에서 선보인 석화된 달렉의 모습

1996년 일곱 살의 아멜리아 폰드는 닥터의 지시에 따라 박물관의 판도리카를 어루만진다. 이를 통해 에이미는 활력을 되찾고 판도리카에서 풀려난다. 이윽고 두 사람은 박물관의 경비원으로서 판도리카의 곁을 지키던 로리, 조작기로 건너온 닥터를 만나고, 판도리카의 빛으로 같이 복구된 달렉에게 쫓기게 된다. 닥터는 시간 소용돌이 조작기를 이용해 과거의 시점으로 돌아가서 로리에게 소닉 스크류드라이버를 건넨다. 우주의 붕괴가 계속되면서 아멜리아도 자취를 감춘다. 닥터는 앞서 '태양'이라 생각했던 것이, 사실은 아직도 폭발 중에 있는 타디스라는 사실을 발견한다. 타디스 안에 갇힌 리버는 완전히 죽음을 맞이한 게 아니라, 타임 루프에 갇혀 살아있는 상태였던 것이다. 닥터는 리버 송을 타디스에서 꺼내 목숨을 구한다.
이후 계속해서 쫓아오던 달렉의 주의를 끌기 위해 닥터가 모습을 감추고, 리버송이 나서 달렉을 처치한다. 닥터는 폭발하는 타디스를 향해 판도리카를 날려보내어, 그 내부에 있던 원래 우주의 잔여물로 하여금 두 번째 빅뱅을 일으키도록 만든다. 그 전에 닥터는 에이미에게 새 우주에서 존재를 복원시킬 수 있도록, 자신보다도 부모님과 로리에게 집중하라고 지시한다. 시공간의 균열이 닫히기 시작함과 동시에 닥터는 자신의 시간선에서 일어났던 사건들을 거꾸로 차례차례 마주하기 시작한다. 이를 위해서는 닥터가 새 우주의 바깥에 머물러야 하는 상황이었기에, 닥터는 첫만남이 이뤄졌던 그날 밤 아멜리아에게 마지막 작별 인사를 건네고, 균열 속으로 들어가 사라진다.
에이미는 2010년의 집에서 깨어나, 다시 태어난 자신의 부모님과 로리를 만난다. 그러나 세 사람은 원래 그 자리에 있었다는 듯이 에이미를 맞이하고, 에이미도 뭔가 빠졌다는 느낌은 들긴 하지만 자연스레 로리와 함께 결혼식장으로 향한다. 식객맞이 행사에 있던 에이미는 조용히 지나가던 리버 송으로부터 타디스 일기장을 건네받고, 그것을 유심히 보다가 닥터와의 여정을 기억해낸다. 아버지의 환영사를 중단한 에이미는 닥터를 향해, 지금 존재한다면 결혼식에 나타나 달라고 호소한다. 곧이어 타디스에 탄 닥터가 회식장에 등장하고, 로리를 비롯해 모두가 닥터의 존재를 비로소 인식하게 된다. 타디스에 탄 닥터는 에이미와 로리에게 타디스의 폭발 사건과 관련해 아직 해소되지 못한 의문이 남아 있다는 말과 함께 다음 모험을 향해 떠난다.

## 제작

### 각본
"The Big Bang"은 이번 시즌의 대표 작가이자 총괄 프로듀서를 맡은 스티븐 모펏이 시즌 전체 각본을 기획하면서 골자가 잡혀나갔다. 모펏은 이야기를 즉흥적으로 만들 여지를 남겨두었고, "미쳤다, 놀랍다"라는 표현으로 결과물에 만족했다고 밝혔다. "The Big Bang"이라는 제목은 본인이 좋아하는 닥터후 관련 농담 가운데 가장 더러운 농담이라고 소개하였는데, 이는 다음 시즌의 "A Good Man Goes to War"에서, "The Big Bang"의 어느날 밤 타디스에서 아이를 임신했다는 사실이 언급되기 때문이다. 에이미 역의 배우 캐런 길런은 로리가 에이미를 수천년간 지키는 모습에 대해 그가 에이미를 얼마나 사랑하는지를 보여주는, "완전 로맨틱한 제스처"라면서, 에이미 역시 본인이 로리를 얼마나 사랑하는지 깨닫는 부분이라고 밝혔다. 모펏 역시 2000년간 곁을 지켰으면 에이미를 총으로 쏜 잘못이 용서될 것이라고 보았다. 한편 모펏은 에이미와 로리가 처음부터 결혼하기를 바라왔다고 밝혔다. 또한 이번 마지막 이야기는 에이미가 닥터에 의해 얼마나 변화를 겪었으며, 그 소녀에게 어떤 남자가 하늘에서 떨어져서 "모든 것을 바로잡는다"고 믿는 정신을 어떻게 되살리게 되는지를 다룬 이야기라고 설명했다. 닥터는 처음 약속한 대로 돌아오지 못했기 때문에, 에이미는 닥터가 거짓말쟁이이고 믿을 수 없다고 확신한 상태였다. 그랬던 에이미가 결혼식 당일에 깨어나 닥터가 진짜이며 이 자리에 나타날 것이라고 선언하면서 원래의 믿음으로 되돌아간 것이라는 해설이다. 이번 에피소드는 시즌의 마지막화이지만 리버 송의 정체에 대한 미스터리나, 타디스를 폭발시킨 원흉인 '사일런스'을 비롯해 여러 설정에 얽힌 질문들을 모펏이 다음 시즌을 통해 밝히게 되었다.
"The Big Bang"은 시즌 초반의 여러 장면을 다시 보여주는 연출을 택했다. 첫 번째 장면은 "The Eleventh Hour"의 시작 부분을 반영하고 있다. 닥터가 자신의 삶을 되돌아보면서 "The Lodger" 속 시점과 관련된 사건을 보게 되지만 해당 에피소드에서는 소개되지 않은 이야기다. 그러나 "Flesh and Stone"의 시점으로 건너갔을 때 에이미와 나눈 대화는, 실제로 해당 에피소드 내에서도 소개되었다. 이 장면은 최대한의 클로즈업으로 촬영되었으나 닥터의 트위드 재킷이 여전히 노출되고 있는데, 해당 에피소드에서 닥터가 우는 천사에게 외투를 빼앗긴 점과 비교할 수 있는 부분이기도 하다.
스티븐 모펏은 닥터가 정기적으로 시간의 혼란을 겪고, 완전히 다른 종류의 인과관계에 익숙해져 있다는 사실에 흥미를 느꼈다. 따라서 닥터가 우주의 붕괴를 막기 위해 본인의 규칙을 속이고 어기기 시작할 것이라고 보았다. 작중 소개된 시간 여행은 시간 여행 이론과 일치한다. 그리고 닥터가 오프닝 부분에 등장하려는 과정에서 수차례의 시간 건너뛰기가 등장하기 때문에, 복잡하다는 인상이 들기 전에 시청자들이 전개를 파악할 수 있도록 쉽게 만들기로 결정하였다. 오프닝 장면에서는 페즈를 쓴 채 대걸레를 든 미래 시점의 닥터를 등장시켜 시청자들의 주목을 끌고, 닥터가 나중에 페즈와 대걸레를 손에 얻는 것을 보면서 사건을 연결지을 수 있도록 하였다. 모펏이 공동 총괄프로듀서를 맡은 피어스 웽거와 베스 윌리스에게 페즈에 대한 아이디어를 언급하자, 닥터 역의 맷 스미스가 모자에 너무 집착해서 본인의 의상에 넣자고 하면 어떻게 될지 걱정했으나, 모펏은 작중에서 페즈를 없애 버리도록 하겠다며 안심시켰다고 한다. 웽거는 이후 맷 스미스가 "페즈를 벗길 수 있는 몇 안되는 사람"이라 밝혔다.

### 촬영과 CG

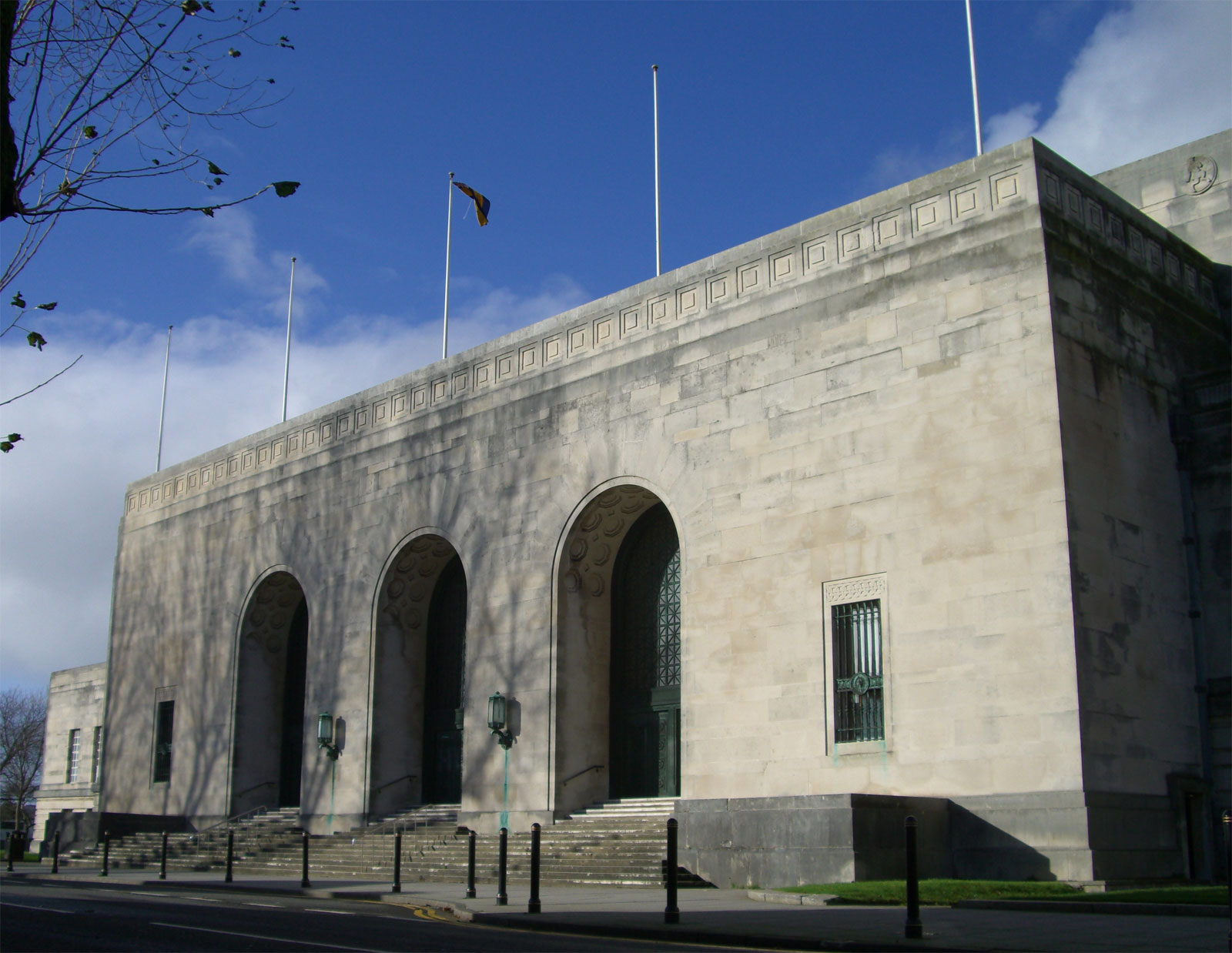
작중 박물관 씬이 촬영된 영국 웨일스의 브랜귄 홀 (Brangwyn Hall)

"The Big Bang"의 대본 리딩회는 2010년 1월 13일 어퍼 보트 스튜디오에서 이루어졌다. 시즌5 전체 촬영일정 가운데 "The Pandorica Opens"와 함께 여섯 번째 블록에 배정되어 진행되었다. 시즌 막바지에 제작이 이뤄지면서 다른 에피소드에 비해 CG 등 특수효과 예산이 적었던 관계로 영화제작용 조명을 투입해 보완했다. 작중 닥터가 역사에서 지워지는 과정에서 이전 에피소드의 무대를 방문하는 장면이 있는데, 이들 장면들은 사전에 각각 "Flesh and Stone"과 "The Lodger"를 촬영하면서 함께 촬영이 이뤄졌다. "The Big Bang"의 첫 장면은 마지막 장면과 함께 타디스 내부 세트장에서 촬영됐다. 에피소드 시작 부분에서 페즈를 쓴 미래의 닥터가 로마 군인 로리와 마주하는 부분은 2010년 2월 5일 포트탤벗의 마검 카운티 파크에서 촬영되었다. 엔딩 크레딧 도중에 시간 소용돌이에서 타디스가 등장하는데 이는 토비 하인스 감독의 아이디어였다.
작중 등장하는 판도리카의 박물관은 영국 웨일스 스완지의 브랜귄 홀이 촬영지로 선정되었다. 하인스 감독은 박물관이 "거대하고 으스스한" 느낌을 갖기를 원했고, 아멜리아 역의 케이틀린 블랙우드에게는 "한 순간 살아 있는 듯한" 연기를주문했다. 오프닝 시퀀스는 케이틀린 블랙우드의 눈높이에 맞춰 촬영되었으며, 이는 사람들이 특정 사물에 대해 경외심을 갖고 바라볼 수 있게 만든 스티븐 스필버그 영화에서 영감을 얻은 것이다. 이 장면에서 하인스 감독은 "The Pandorica Opens" 촬영 당시와 마찬가지로 케이틀린 블랙우드가 분위기에 빠질 수 있도록 적절한 배경음악을 재생해 두었다. 세트장은 낮에는 평범한 전시물처럼 보이지만 밤에는 으스스하게 보이는 것들로 가득 차 있었다. 전시품 가운데에는 나일강의 펭귄처럼 시간의 붕괴로 인해 발생한 역사의 변동 현상을 드러낼 소품들도 함께 꾸며졌다. 블랙우드는 이전에 "The Eleventh Hour"에서 일곱살 에이미로 등장한 적이 있었지만 에이미 역의 배우 캐런 길런과 케이틀린 블랙우드가 한자리에서 함께 연기한 것은 이번이 처음이었다. 캐런 길런은 처음에 이것이 "이상하다" 느꼈지만 곧바로 익숙해졌다고 밝혔다. 어린 에이미와 성인 에이미는 일부러 서로 비슷한 색상 계열의 옷을 입도록 연출하였다. 오프닝 직전의 콜드 오픈은 판도리카 속에서 에이미가 나와서 어린 모습의 자신을 향해 "꼬맹아 안녕? 지금부터 일이 복잡해질 거야"라 말하는 것으로 끝난다. 해당 장면의 촬영 초본을 본 모펏은 캐런 길런에게 "좀 복잡해질 거야" (really complicated)라고 강조해 달라면서 시퀀스를 한번 더 촬영할 것을 주문했다. 판도리카가 등장하는 모든 장면은 박물관에서 촬영할 시간이 부족했던 관계로 해당 일정으로부터 3주 뒤 판도리카 전시실 세트장을 꾸며 촬영을 진행하였다.

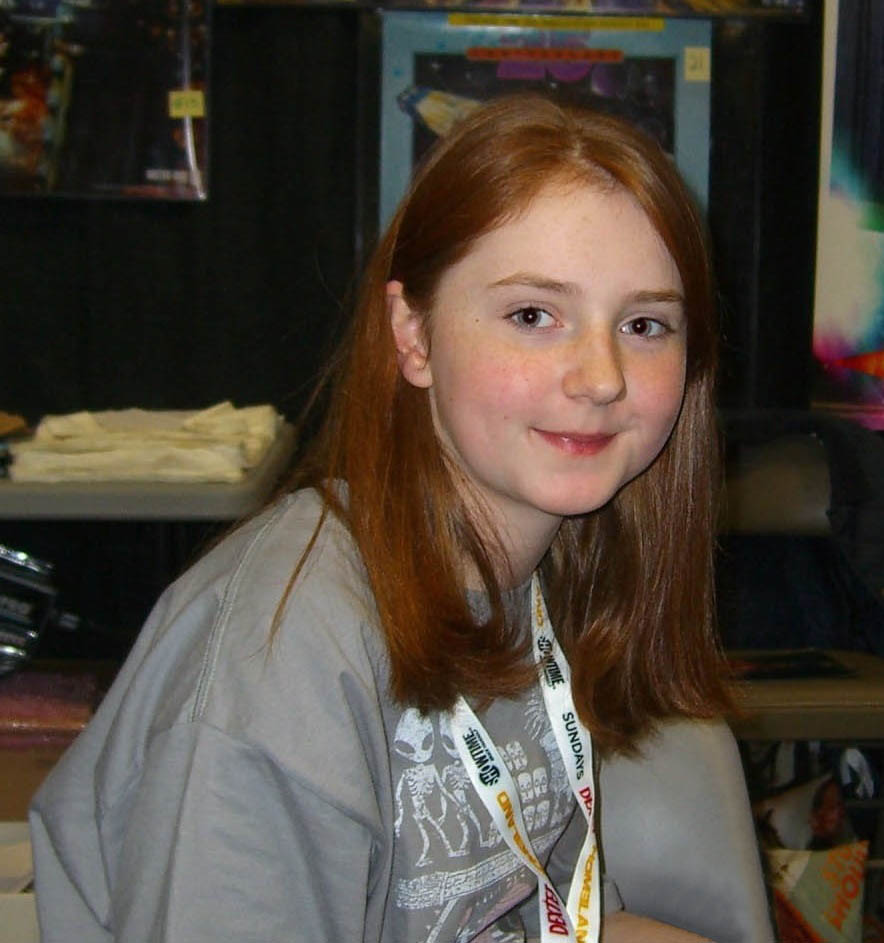
오프닝 시퀀스는 어린 아멜리아 역의 케이틀린 블랙우드의 눈높이에 맞춰 촬영되다.

로리가 닥터를 판도리카에서 내보낸 뒤 서로 이야기하는 장면에서 등장한 달렉 두마리 가운데 하나는 원래 움직일 예정이었고 하인스 감독이 직접 조작하였다. 하지만 해당 장면은  최종편에서 편집되었다. 달렉에게 총을 맞은 미래 시점의 닥터가 박물관 계단 아래로 떨어지는 시퀀스는 배우 맷 스미스의 스턴트 대역이 투입되었다. 하인스 감독이 원하는 각도와 샷을 촬영하는 과정에서 계단에 넘어지는 스턴트 연기를 세 번이나 실시했다고 한다. DVD 코멘터리에서 하인스 감독은 이번 에피소드의 각 장면들은 대다수가 한 테이크만에 촬영되어 들어간 것이라고 밝혔다. 에피소드에서 리버 송이 입는 의상은 영화 스타워즈의 레아 공주와 한 솔로의 옷차림을 전부 닮도록 하여 '여자 한 솔로'처럼 기획되었다.
원래 네 사람이 박물관에서 재회하고서 에이미가 '녹아내리는' (meltdown) 연출이 있고 로리가 에이미에게 괜찮다고 달래 주는 장면이 있었다. 그러나 페이스가 느려질 것을 우려해 해당 장면은 삭제되었고, 로리 역의 아서 다빌도 장면 속 본인의 연기가 별로라고 느꼈기에 짤려서 다행이었다는 소감을 밝혔다. 에이미 역의 캐런 길런은 이번 에피소드가 자신에게 "가장 어려웠다"고 밝히며, "에이미로서는 자신의 사연과 더불어 시즌 내내 빌드업해온 엄청난 클라이막스다. 그저 굉장한 집중력과 감정이 필요했다"는 소감을 밝혔다. 2011년 8월 캐런 길런은 이 에피소드의 닥터와 에이미의 이별 씬이 본인이 출연한 장면 가운데 가장 감동적인 장면이었다고 밝혔다. 닥터가 어린 아멜리아에게 마지막 말을 전하는 장면은 실제로는 두 배우가 같은 세트장에서 연기한 것은 아니다. 맷 스미스의 얼굴을 비추는 장면은 침실 세트장에서 촬영하고, 이후에 침대가 있는 방구석 세트장을 다시 만들어 아멜리아 역의 케이틀린 블랙우드를 투입해 추가로 촬영하였다. 이 장면을 촬영할 당시 케이틀린 블랙우드는 실제로 잠에 들기도 했다.
에이미와 로리의 결혼식 피로연은 웨일스의 미스킨 메이너 (Miskin Manor)에서 촬영되었다. 이 장면은 배우들에게 별다른 설명 없이 촬영이 진행되었는데, 캐런 길런은 웨딩드레스를 입는 것이 이상하다고 생각했고 아서 다빌도 추가 출연자가 있을지는 전혀 몰랐기에 마치 다른 사람의 결혼식을 무너뜨리는 듯한 기분이 들었다고 고백했다. 이 상태에서 하인스 감독은 잔이 부딪히는 소리, 샹들리에가 흔들리는 등의 사소한 변화로, 예식장에 타디스가 나타날 것이라는 징조를 소소하게 보여주고 거기서부터 쌓아가고 싶었다고 밝혔다. 이어지는 댄스 파티와 관련해 모펏은 에이미가 춤을 많이 추는 성대한 결혼식을 원할 것이라고 생각했다. 대본상에는 닥터가 "굉장한 몸치" (terrible dancer), "술 취한 기린" (drunk giraffe)처럼 춤을 춘다는 지시문이 담겼으며, 맷 스미스 역시 본인의 동작을 고안해 냈다.

## 방송과 평가
"The Big Bang"은 2010년 6월 26일 영국 BBC One에서 처음 방송되었다. 이번 에피소드의 방영시간은 기존에서 다소 연장된 55분이었기에, 시간대도 앞으로 당겨 오후 6시 5분부터 7시까지 방영되었다. 시간대 조정의 여파로 밤사이 시청자수 기록은 총 509만 명으로 집계되었으며, 그 중 BBC One 시청자는 464만 명, BBC HD 동시 방송은 445,000명을 기록했다. BARB가 집계한 최종 시청자수는 BBC One의 611만 8000명, BBC HD의 578,000명을 더해 총 669만 6000명을 끌어모은 것으로 드러났다. 이날 방송은 시청 지수가 89점으로 시즌5 최고 점수였으며, 주요 4개 채널 가운데 동시간대 시청률 1위를 달성하였다.
2010년 9월 6일 "Vincent and the Doctor", "The Lodger", "The Pandorica Opens"와 함께 영국에서 DVD와 블루레이로 출시되었다. 이후 2010년 11월 8일 시즌5 완전판 DVD에 수록되어 재출시되었다.

### 평론가들의 반응
"The Big Bang"은 평론가들로부터 상당히 긍정적인 평가를 받았다. SFX지의 리처드 에드워드는 이번 에피소드에 별 5개 중 5개를 부여하고 "스티븐 모펏이 지난 주 소풍의 논리적인 대단원처럼 느껴지게 만드는, 놀라운 업적을 달성했다"라고 평했다. '세계의 종말' 시나리오는 매우 흔한 실정인데 "이렇게 기분 좋게 복잡한" 적은 없었다고 평가하면서, "줄거리상의 몇가지 구멍이 있더라도 그렇게까지 걱정할 것은 아니다. 스토리는 너무나 강렬한 감동을 담고 있다"고 극찬했다. 덴 오브 긱의 사이먼 브루도 "닥터후의 시즌 피날레에서 간단하고 설명하기 쉬운 블록버스터를 기다리고 있었다면, 지금은 쉽게 얻기 어려울 것이다. 그 대신 정말 야심차고 혼란스럽기 일쑤면서도 궁극적으로 훨씬 더 만족스러운 작품을 찾고 있다면, "The Big Bang"은 확실히 딱 들어맞을 것이다"라고 평했다.
IGN의 맷 웨일스는 이번 에피소드에 "명작" (Masterful) 등급을 부여하며 10점 만점에 10점을 매겼다. 웨일스는 "정말이지 눈을 크게 뜨게 만드는, 진정한 마법 같은 모험"이라면서 "의심할 여지 없이 훌륭한 수준으로 시리즈를 마무리했다"라고 덧붙였다. 디 A.V. 클럽의 키스 피프스는 이번 에피소드에 B+를 주면서 "완전히 성공하진 못했다... 절정 부분의 액션이 너무 성급했고 에필로그도 너무 차분했다"고 지적했다. "여전히 만족 그 이상의 멋진 순간들로 가득 차 있었지만, 지난주 절정에 달했던 'The Pandorica Opens' 에서 내려앉은 느낌"이라 평가했다. 잽투잇의 샘 맥퍼슨은 A를 주면서 "훌륭한 시즌의 훌륭한 결말"이라고 평가하며, "우주를 구한다는 전반적인 줄거리는 다소 지루했으나... 캐릭터가 이번 에피소드를 역대 최고 중 하나로 만들었다"고 호평했다. 그러나 "The Pandorica Opens"의 더 어두운 톤을 더 많이 유지하고 "The Big Bang"을 "약간의 톤 저하"가 되었으면 하는 바람은 있었다고 밝혔다.
가디언 지의 댄 마틴은 "피날레는 훌륭했다 - 우리 눈앞에 펼쳐지는 이 시대의 고전 동화"라고 평가했다. 데일리 텔레그라프의 게빈 풀러는 "흥미롭고 즐거웠지만 여러분이 기대할 수 있는 극적인 결론은 아니다"라고 평했다. 이번 에피소드의 호평 요소로 특히 닥터의 희생과 시간 되감기 장면에서 맷 스미스의 연기를 칭찬하였으며, 우주가 무너지는 모습이 "효과적"이었다고 밝혔다. 그러나 줄거리에 대해서는 몇가지 비판을 가하면서 혼란스럽게 느껴질 여지가 있다고 지적하였다. 또한 이번 에피소드에서 닥터가 직면한 문제 가운데에는 "쉬운" 해결책을 내린 점에 대해 실망감을 표했다. 여기에 "[닥터가] 탈출한 모습으로 시간을 거슬러 로리에게 나타나서는, 닥터를 탈출시킬 수 있는 계기를 제공하는데, 이는 그 자체로 역설에 해당된다"고 지적했다. 다만 같은 장면에 대해 더 가디언의 댄 마틴은 "역사가 붕괴되는 태풍의 눈 속에 있으므로 같은 규칙이 엄밀하게 적용되지 않을 것"이라고 해석했다.
"The Big Bang"은 "The Pandorica Opens"와 함께 2011년 휴고상 드라마 단편부문상을 수상하였으며 이는 닥터후의 역대 다섯 번째 수상 내역이자 스티븐 모펏이 쓴 에피소드로는 네 번째 사례다. 2013년 2월, 모펏은 "The Big Bang"이 지금까지 쓴 에피소드 가운데 개인적으로 가장 좋아하는 에피소드라면서 "그냥 훌륭하고, 재미있고, 웃기고, 재치 있는 에피소드라 생각한다. 그게 자랑스러웠다"라고 밝혔다.